# أليساندرو بينهيرو مارتينز
أليساندرو بينهيرو مارتينز (بالبرتغالية: Alessandro Pinheiro Martins‏) (1983 - 2005) هو لاعب كرة قدم برازيلي في مركز الوسط. لعب مع نادي سانتوس.